# جيرت نيلسون
جيرت نيلسون (7 فبراير 1932 بمالمو في السويد - 9 نوفمبر 2016) هو لاعب كرة قدم سويدي في مركز الهجوم. لعب مع نادي مالمو ونادي مالمو لكرة القدم ‏.

## وصلات خارجية
- جيرت نيلسون على موقع قاعدة بيانات كرة القدم.إي يو (الإنجليزية)